# Fès-Boulemane
Fès-Boulemane er en tidligere region i den nordlige del af Marokko med 1.808.295 (pr. 2014) indbyggere på et areal af 20.008 km². Regionens administrative hovedby var Fez.

## Administrativ inddeling
Regionen var inddelt i tre præfekturer og en provins:
Præfekturer
- Fès, Moulay Yacoub, Sefrou

Provins
- Boulemane

## Større byer
Indbyggertal efter folketællingen 2.september 2004.
- Fez (946.815)
- Sefrou (64.006)
- Missour (20.978)

Andre vigtige byer:
- Boulemane, Moulay Yacoub

## Sammenlægning
I september 2015 sammenlagde man Fès-Boulemane med  præfekturetf Meknès og provinserne Hajeb og Ifrane i Meknès-Tafilaletregionen og provinserne  Taounate og Taza i Taza-Al Hoceima-Taounateregionen til Fès-Meknès.